# Tōon-ryū
Tōon-ryū (東恩流) és un estil de karate okinawnse fundat per Juhatsu Kyoda.
El 1934, el mestre Kyoda va rebre la llicència d'escola de karate per la Dai Nippon Butoku Kai.